# Levance Fields
Levance Fields (ur. 14 czerwca 1987 w Nowym Jorku) – amerykański koszykarz, grający na pozycji rozgrywającego.